# José Carlos Serrão
Pour les articles homonymes, voir Serrão.
José Carlos Serrão est un footballeur brésilien né le 12 octobre 1950. Il évoluait au poste d'attaquant. Après sa carrière de joueur, il se reconvertit comme entraîneur.

## Biographie

### Carrière de joueur
Il joue 17 matchs en Copa Libertadores, inscrivant trois buts. Il atteint la finale de cette compétition en 1974, en étant battu par le CA Independiente.

### Carrière d'entraîneur
Il entraîne différents clubs au Brésil, en Pologne et au Japon.

## Palmarès
- Finaliste de la Copa Libertadores en 1974 avec le São Paulo FC
- Champion du Brésil en 1977 avec le São Paulo FC
- Vainqueur du Campeonato Paulista en 1970, 1971 et 1975 avec le São Paulo FC
- Vainqueur du Campeonato Paraibano en 1977 avec le Botafogo-PB
- Vainqueur du Campeonato Catarinense en 1978 avec Joinville